# Henkjan Smits
Henkjan Smits (Almelo, 9 oktober 1961) is een Nederlands presentator, talentscout, producer en bedrijfscoach die in 2002 bekendheid bij het grote publiek verwierf als juryvoorzitter van het televisieprogramma Idols.

## Biografie
Op negenjarige leeftijd verhuisde Smits van Almelo naar Naarden, waar hij in zijn tienerjaren in een aantal schoolbandjes speelde. Op zijn achttiende verhuisde hij naar Amsterdam om geneeskunde te studeren. Hij brak zijn studie na twee jaar af, ten dele omdat hij zeer actief bleef in de muziek. Met zijn band No Holding Back speelde hij in heel Europa, maar voornamelijk in Duitsland, Zwitserland, Frankrijk en Nederland. In 1986 bracht de band de single I Feel The Earth Move, een cover van Carole King, in eigen beheer uit. Voor verscheidene bands verzorgde hij vanaf eind jaren tachtig het management, de boekingen, de marketing, de productie en/of de promotie.
In 1992 begon zijn loopbaan in de muziekindustrie achter de schermen bij platenmaatschappij PhonoGram (tegenwoordig Universal) als plugger en product manager. In 1995 stapte Smits over naar BMG. Hier werkte hij als A&R-manager/marketingmanager van het nationaal product. Hij contracteerde onder andere Kane, Volumia! en Herman Brood.
In 1999 zette hij zijn eigen productiemaatschappij op, waarmee hij, in samenwerking met Haro Slok, albums voor onder andere André van Duin, Laura Fygi en Kane produceerde. Mede vanwege zijn succes als A&R-manager werd hij in 2002 gevraagd als juryvoorzitter van Idols. In 2004 presenteerde hij samen met Rob Stenders vijf maanden een radioprogramma op Yorin FM. In 2006 was Smits 'zomergast' in het VPRO-programma Zomergasten. In datzelfde jaar was hij jurylid in de eerste Nederlandse versie van X Factor bij RTL 4.
Begin 2007 stapte Smits over van RTL Nederland naar SBS6, om samen met Tooske Ragas Het Beste Idee van Nederland te presenteren. Naast presenteren jureerde hij de tweede serie van So You Wanna Be a Popstar, drie series Popstars en twee series Holland's Got Talent. Samen met Ragas presenteerde hij, naast vier seizoenen Het Beste Idee van Nederland ook het eerste seizoen De Nieuwe Uri Geller. In 2009 presenteerde hij het programma Word ik rijk? en in 2010 samen met Nance Coolen Het Mooiste Pand van Nederland. Het jaar daarna was Smits wederom samen met Coolen te zien, dit keer voor het eerst in een spelprogramma, getiteld Mijn man kan alles, dat niet het succes behaalde van het oorspronkelijke Duitse programma. Eind 2011 presenteerde hij het programma Het zullen je ouders maar zijn. In 2012 was hij weer terug bij RTL 4 in het programma Mannen van een zekere leeftijd.
In september 2012 stopte Smits met tv, om zich te richten op de Business X Factor, waarmee hij bedrijfstrainingen, lezingen en workshops geeft.
In 2015 was Smits weer te zien bij SBS6 als juryvoorzitter van POPster!.
In 2016 keerde Henkjan terug naar radio als presentator van het dagelijkse programma op NPO Radio 5 Tijd voor MAX Radio. Na twee jaar stopte dit programma en werd op 1 januari 2018 vervangen door De Max!, waarin Smits dagelijks met Manuëla Kemp muziek van de afgelopen zeven decennia en het gevoel van de dag besprak. In 2023 werd Henkjan vervangen door Simone Walraven, die op hetzelfde tijdstip een nieuw programma presenteert.
In 2018 was Smits, voor het eerst met zijn gezin op tv, te zien in het RTL 4-programma Groeten uit 19xx.
In 2020 maakte Smits voor Omroep MAX een podcastserie en een documentaire over het Holland Pop Festival.

## Privé
In 1994 is Smits getrouwd. Hij heeft met zijn partner twee dochters.

## Televisie

### Presentatie en overig
- RTL Boulevard (2003-2007) (RTL 4)
- Yorin Entertainment (2005) (RTL)
- Shownieuws (2007-2008) (SBS6)
- Het Beste Idee van Nederland (2007-2010) (SBS6)
- Ranking the Stars 2007 (BNN)
- De Nieuwe Uri Geller (2008) (SBS6)
- Word ik rijk? (2009) (SBS6)
- Het Mooiste Pand van Nederland (2010) (SBS6)
- Mijn man kan alles (2011) (SBS6)
- Het zullen je ouders maar zijn (2011-2012) (SBS6)
- Mannen van een zekere leeftijd (2012-2013) (RTL 4)
- Succesvol Nederland (2016) (RTL 7)
- Evergreen Top 1000 (2017-2022) (NPO 1, MAX)
- Groeten uit 19xx (2018) (RTL 4), als deelnemer met zijn gezin
- 50 jaar liefde, vrijheid en muziek (2020) (NPO 2, MAX), 2Doc over het Holland Pop Festival

### Jurylid
- Idols (2002-2006) (RTL)
- X Factor (2006-2007) (RTL)
- So You Wanna Be a Popstar (2007) (SBS)
- Holland's Got Talent (2008-2009) (SBS)
- Popstars (2008-2011) (SBS)
- POPster! (2015) (SBS)

## Radio
- Stenders Vroeg (2002-2004) (VARA 3FM)
- Stenders Vroeg Op (2004) (Yorin FM)
- Smits Hits (2005-2006) (KX Radio)
- Tijd voor MAX Radio (2016-2017) (Omroep MAX NPO Radio 5)
- De Max! (2018-2022) (Omroep MAX NPO Radio 5)

## Boeken
- 2004, "De X-Factor, een must voor sterren", House of Books, ISBN 90-443-1218-9
- 2006, Ontdek je X-factor! De weg naar persoonlijk succes, House of Books, ISBN 90-4431-514-5

## Stemmen
- De stem van Directeur Malfactor in de film My Dad the Rock Star.
- De stem van leraar in de NPS-productie Bommel
- De stem van The Hoff in de film HOP

## Luisterboeken
- 2018, Eat That Frog - Brian Tracy
- 2018, Quarantaine - Erik Betten
- 2018, Hoe bouw je een hunebed - Silvie Kamphuis, Martijn Aslander
- 2018, Mijn verhaal (Veel dank meneer Kibblewhite) - Roger Daltrey
- 2018, Doe en denk als een kat - Stéphane Garnier
- 2020, Veranderen voor luie mensen - Paul Smit, Ayca Szapora
- 2022, De Cock en moord eerste klasse - Appie Baantjer
- 2022, De Cock en het lijk op retour - Appie Baantjer
- 2022, De Cock en moord in brons - Appie Baantjer
- 2022, De Cock en de ontluisterende dood - Appie Baantjer
- 2022, De Cock en het duel in de nacht - Appie Baantjer
- 2023, Je ongekende vermogens - Tony Robbins

## Film
- Sinterklaas en de Verdwenen Pakjesboot (als burgemeester)

## Trivia
- Op het album As Long As You Want This van Kane staat Smits vermeld als muzikant, spelend op de "supershakes".[2] In januari 2011 meldde hij via Twitter dat zijn bijdrage bestond uit het "percussief schudden met een koffiebekertje met rijst" en dat de vermelding 'supershakes' op de albumhoes bij wijze van grap was.[3] In de studio werd het, eigen gemaakte, instrument, bij wijze van grap, steeds 'supershaker' genoemd.
- Henkjan werd door Felix Meurders "het duizend dingen doekje van Radio 5" genoemd, nadat Henkjan diverse DJ's op 5 had vervangen, zoals: Bert Kranenbarg, Bert Haandrikman, Ron Brandsteder, Ron Kas, Angela Groothuizen, Jan Rietman, Hijlco Span en natuurlijk Meurders zelf.

- International Standard Name Identifier: 0000 0003 6893 0610
- Nederlandse Thesaurus van Auteursnamen: 27022775X
- Virtual International Authority File: 289752688
- WorldCat: E39PBJbtj6H6QtYHQcCwgh89jC